# Peperomia tenuifolia
Peperomia tenuifolia är en pepparväxtart som beskrevs av C. Dc.. Peperomia tenuifolia ingår i släktet peperomior, och familjen pepparväxter. Inga underarter finns listade i Catalogue of Life.